# Die Onedin-Linie
Die Onedin-Linie ist der Titel einer britischen Fernsehserie aus den 1970er Jahren. Sie erzählt die Geschichte des Segelschiffkapitäns und späteren Reeders James Onedin und seiner Familie im England des späten 19. Jahrhunderts. Sie lief ab 1972 auch im Vorabendprogramm der ARD und im ORF. Die Außenszenen der ersten Staffel wurden großteils in und vor Dartmouth gedreht, die Innenszenen vollständig im Studio.

## Eine Serie der BBC
Die Onedin-Linie galt als eine der erfolgreichsten BBC-Produktionen der 1970er Jahre und wurde am 25. Oktober 1972 im Regionalprogramm des Bayerischen Rundfunks erstmals in Deutschland ausgestrahlt. Die Idee und die Romanvorlage lieferte Cyril Abraham, der zuvor bereits Kurzgeschichten und Sketche für verschiedene Radiosender geschrieben hatte.
Erzählt wird die Geschichte der Familie des Segelschiffkapitäns James Onedin (dargestellt von Peter Gilmore), der unter schwierigen Bedingungen seine eigene Schifffahrtslinie aufbaut. Die Story spielt im viktorianischen England in der zweiten Hälfte des 19. Jahrhunderts und erstreckt sich über einen Zeitraum von ca. 26 Jahren.
Einige Episoden stellen die Lebensverhältnisse von Arbeiter- und Herrschaftsschichten der Zeit der Handlung als relativ kontrastreich dar. In einer Folge wird in diesem Zusammenhang der Tod von Karl Marx erwähnt und dessen Bücher als anarchistisch bezeichnet.
Ursprünglich sollte die Serie in der Gegenwart spielen, was aber von der BBC verworfen wurde. Es wurde zunächst ein Pilotfilm gedreht, der beim TV-Publikum unerwartet gut ankam. Daraufhin beschloss man, die Produktion einer Serie zu starten, die sich bald als großer Erfolg erwies.
Die Onedin-Linie lief weltweit mit Erfolg in über 40 Ländern. Es gibt insgesamt 91 Originalfolgen in 8 Staffeln, von denen einige nicht ins Deutsche synchronisiert wurden. Sprecher waren u. a. Christian Brückner (James Onedin), Norbert Langer (Elmer Frazer) und Almut Eggert (Isabel Onedin/Frazer).

## Änderungen in der deutschen Synchronisation
In der synchronisierten Fassung für das Fernsehen der ARD wurden die Rollennamen von Jessica Benton und Philip Bond geändert. Während die Charaktere im englischen Original die Vornamen Elizabeth und Albert haben, wurden im Deutschen die Vornamen Isabel und Elmer verwendet.

## Titelmusik
Die Titelmusik stammt aus dem Spartacus-Ballett von Aram Chatschaturjan (Adagio von Spartacus und Phrygia), ferner sind zahlreiche Ausschnitte aus sinfonischen Werken
anderer bekannter Komponisten zu hören, z. B. aus "Romeo und Julia" von Sergei Prokofjew.

## DVD
Die Staffeln 1 bis 8 sind auf Deutsch und Englisch erhältlich.

## Schiffe
Folgende Schiffe sind in der Serie zu sehen (Auswahl):
- Statsraad Lehmkuhl (Vorspann der Staffeln 1–5)
- Charlotte Rhodes
- Als
- Danmark
- Eagle
- Gorch Fock
- Christian Radich (Vorspann der Staffeln 6–8)
- Sagres
- Sir Winston Churchill
- Soren Larsen
- Marques
- Kathleen and May